# X Games

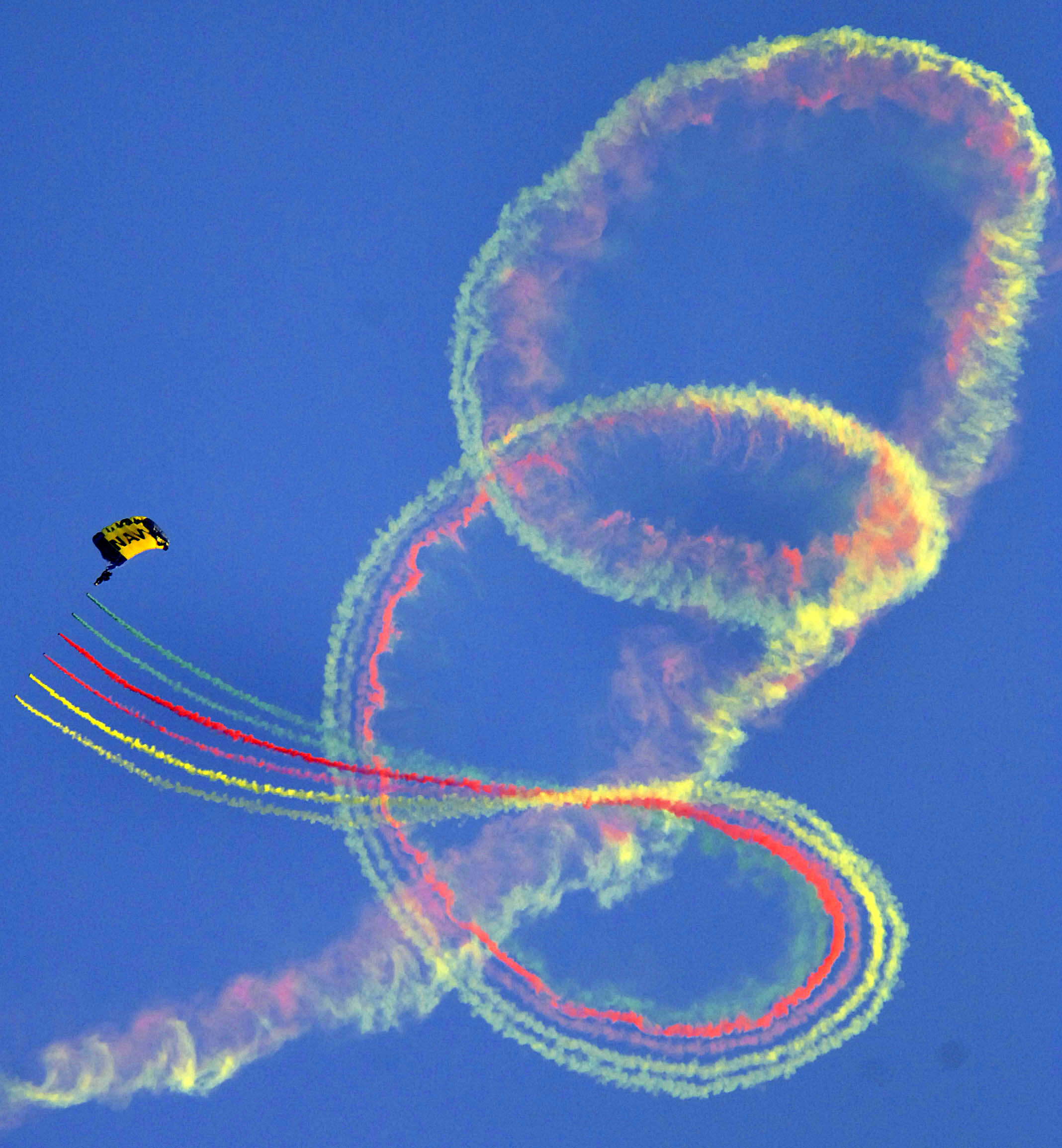
Vystoupení člena parašutistické skupiny amerického námořnictva při letních X Games 2005 v Los Angeles

X Games (původní název Extreme Games) jsou mezinárodní sportovní akce, které zahrnují především nové progresivní sportovní disciplíny, tzv. extrémní sporty.

## Historie a organizace
První X Games se konaly od 24. června do 1. července 1995 v Providence, Newportu a Mount Snow ve Spojených státech. Navštívilo je 200 tisíc diváků a měly hned obrovský úspěch také v televizním vysílání. X Games byly a zůstávají projektem americké sportovní televize ESPN.

### Místa konání
První zimní X Games se konaly v areálu Snow Summit v Kalifornii v roce 1997.
Od roku 2003 do roku 2013 se letní X Games konali v Los Angeles. Od roku 2014 do roku 2016 v Austinu. Od roku 2017 do roku 2019 v Minneapolis. Zimní X Games se konají od roku 2002 v Aspenu v Coloradu, budou tam pořádané nejméně do roku 2024.
Po vzoru amerických X Games se pořádají podobné akce na celém světě (Asijské X Games, Latinskoamerické X Games, X Games v Austrálii nebo v Dubaji).
| Rok  | Letní                     | Zimní                            |
| ---- | ------------------------- | -------------------------------- |
| 1995 | Newport, Rhode Island     | Stowe, Vermont                   |
| 1996 | Newport, Rhode Island     | Stowe, Vermont                   |
| 1997 | San Diego, Kalifornie     | Big Bear Lake, Kalifornie        |
| 1998 | San Diego, Kalifornie     | Crested Butte, Colorado          |
| 1999 | San Francisco, Kalifornie | Crested Butte, Colorado          |
| 2000 | San Francisco, Kalifornie | Mount Snow, Vermont              |
| 2001 | Philadelphia, Pensylvánie | Mount Snow, Vermont              |
| 2002 | Philadelphia, Pensylvánie | Aspen, Colorado                  |
| 2003 | Los Angeles, Kalifornie   | Aspen, Colorado                  |
| 2004 | Los Angeles, Kalifornie   | Aspen, Colorado                  |
| 2005 | Los Angeles, Kalifornie   | Aspen, Colorado                  |
| 2006 | Los Angeles, Kalifornie   | Aspen, Colorado                  |
| 2007 | Los Angeles, Kalifornie   | Aspen, Colorado                  |
| 2008 | Los Angeles, Kalifornie   | Aspen, Colorado                  |
| 2009 | Los Angeles, Kalifornie   | Aspen, Colorado                  |
| 2010 | Los Angeles, Kalifornie   | Aspen, Colorado                  |
| 2011 | Los Angeles, Kalifornie   | Aspen, Colorado                  |
| 2012 | Los Angeles, Kalifornie   | Aspen, Colorado                  |
| 2013 | Los Angeles, Kalifornie   | Aspen, Colorado                  |
| 2014 | Austin, Texas             | Aspen, Colorado                  |
| 2015 | Austin, Texas             | Aspen, Colorado                  |
| 2016 | Austin, Texas             | Aspen, Colorado                  |
| 2017 | Minneapolis, Minnesota    | Aspen, Colorado                  |
| 2018 | Minneapolis, Minnesota    | Aspen, Colorado                  |
| 2019 | Minneapolis, Minnesota    | Aspen, Colorado                  |
| 2020 | Minneapolis, Minnesota    | Aspen, Colorado                  |
| 2021 | Jižní Kalifornie          | Aspen, Colorado Calgary, Alberta |
| 2022 |                           | Calgary, Alberta                 |

## Program
Do programu letních X Games patří freestyle bikros, freestyle motokros, supermoto, skateboarding, surfing, rallycross a sprintrallye. Zimní X Games obsahují skikros a další disciplíny akrobatického lyžování, snowboarding a závody sněžných skútrů. Z programu již vypadly např. wakeboarding, sportovní lezení ad.